# University of Applied Sciences and Technology (Suriname)
De University of Applied Sciences and Technology (UNASAT) is een academische opleiding in Suriname.
UNASAT staat aan de Hindilaan 5 in Paramaribo, in de buurt van het universiteitscomplex van de AdeKUS in Paramaribo en een in Nieuw-Nickerie. Met de vestiging in Nickerie werd in 2011 begonnen.
UNASAT is opgericht door de AdeKUS en wordt ondersteund door de Hogeschool van Amsterdam. De rechtspersoon is een stichting. Er zijn opleidingen in de richtingen Accountancy, Bedrijfseconomie, Communicatiemanagement en Bedrijfskunde / Management-Economie-Recht. De opleidingen zijn in deeltijd en worden afgerond met de graad van bachelor. Het lesprogramma is gebaseerd op het onderwijs aan de Hogeschool van Amsterdam. In 2013 werden de eerste bachelorgraden toegekend.